# 2-Pyrimidinon
2-Pyrimidinon ist eine chemische Verbindung aus der Gruppe der Pyrimidine. Die Verbindung entspricht der Grundstruktur vieler Nukleinbasen wie z. B. dem Cytosin.

## Gewinnung und Darstellung
Die Verbindung kann durch die Oxidation von 2-Chlorpyrimidin mittels Wasserstoffperoxid erhalten werden.

## Eigenschaften
2-Pyrimidinon ist ein kristalliner Feststoff, der in einen tetragonalen Kristallgitter mit der Raumgruppe P41212 (Raumgruppen-Nr. 92) auftritt. Für die Verbindung kann ein Tautomeriegleichgewicht mit einer Keto- und einer Enolform formuliert werden. Quantenchemische Berechnungen zeigen, dass die Ketostruktur die stabilere Form darstellt.